# Francesco Redi
Francesco Redi, född 18 februari 1626 i Arezzo, död 1 mars 1697 i Pisa, var en italiensk läkare, vetenskapsman och poet.
Redi tog examen i medicin, och från 1649 var han informator hos släkten Colonna i Rom, varpå han efter fem år återvände till Florens. Där blev han läkare åt storhertigarna av Toscana, Ferdinando II de' Medici och Cosimo III de' Medici, samt undervisade vid universitetet.
Francesco Redi är berömd för ett experiment om parasitologi han utförde 1668 som innebar ett stort steg mot att förkasta idén om uralstring; fram till dess trodde man att liv uppstod spontant, samt att fluglarver bildades av ruttnande kött. I sitt experiment tog Redi tre kolvar och fyllde dem med kött. En kolv förslöt han helt. En andra lät han vara öppen, och den tredjes öppning täckte han med gasväv. Fluglarver uppkom endast i den öppna kolven, men inte i den förslutna. Till sin förvåning fann han inga larver i den kolv som täckts med gasväv, utan de uppkom ovanpå gasväven.
Han fortfor därefter med sitt experiment, för att se hur larverna utvecklade sig. Han märkte då att där larverna uppstod levde också flugor. Stoppade man döda flugor i en försluten kolv, uppstod inga nya larver. Var det levande flugor däremot uppstod larver.
Därur formulerade Redi sin berömda sats: Omne vivum ex ovo, "allt liv uppstår ur ägget" - för att fluglarver skulle uppkomma krävdes att levande flugor lade ägg. Teorin om uralstring förkastades därmed.
Redi var även diktare och utgav verken Il Bacco in Toscana, Lettere, och Arianna Inferma. Han skrev dityramber och även verk som påverkats av Petrarca. I debatten om hur det italienska språket skulle utvecklas ur toskanskan spelade han en aktiv roll, och han var medlem av flera akademier.
En krater på Mars uppkallats efter honom.